# Franz Köfel
Franz Köfel (Klagenfurt, 26 de febrero de 1947) es un deportista austríaco que compitió en bobsleigh. Ganó una medalla de oro en el Campeonato Europeo de Bobsleigh de 1978, en la prueba cuádruple.

## Palmarés internacional
| Campeonato Europeo | Campeonato Europeo | Campeonato Europeo | Campeonato Europeo |
| Año                | Lugar              | Medalla            | Prueba             |
| ------------------ | ------------------ | ------------------ | ------------------ |
| 1978               | Igls (Austria)     | Medalla de oro     | Cuádruple          |